# ルシオ・コスタ
ルシオ･コスタ（Lúcio Costa、1902年2月27日 - 1998年6月13日）は、建築家、都市計画家。ブラジルの首都ブラジリアの設計者としてよく知られる。ブラジルの近代主義の建築家の中でも最も重要な人物のひとりとされるが、長い建築キャリアの人生で作品が実現したのは多くない。そのかわりに自身の文章は多く残されているが、文面から高姿勢の態度が災いし、しばしば論争の火種となっていった。

## 経歴
1902年フランスのトゥーロンに生まれる。1916年までヨーロッパで暮らし、イギリスニューカッスル・アポン・タインの王立学校およびフランスモントルーのコレージュ・ナシオナルに学んだ。1917年ブラジルに渡り、建築を国立美術学校 (Escola Nacional de Belas Artes)で専攻した。在学中にル・コルビュジエの影響を強く受けた。
1924年に学校を卒業し、初期は折衷主義の作品を手がけるが、1929年にモダニズムへと傾倒、1930年にはロシア生まれのブラジル人建築家グレゴリー・ワルシャヴィチクと共同で美術学校を設立。 ただし教育方針をめぐり教授陣と全学生の反発をまねき、結局コスタは1年後に辞職することになる。 
1937年にロドリゴ・メーロ・フランコ・デ・アンドラデの下で新たに作成された国立歴史芸術遺産会SPHAN (Serviço do Patrimônio Histórico e Artístico Nacional)に加わり、会長ポストを孫娘マリア・エリーザ・コスタによって引き継がれるまで引き受け、引退まで会に参加するが、このポスト在任中、地方に対し国の要人としての立場から、多くの論争を招くような決定にかかわるようになってしまう。
ブラジル遺産会の長としてのコスタの立場は、建築や都市施設の歴史遺産を保存に関して適正な判断が要求されたが、彼個人の指向と政治的陰謀が、技術的な判断の障害になり、1975年に、パラシオ・モンロー(1906年に建てられたブラジル上院議会堂の所在地)のランドマーク条例の調印拒否によって、周知の醜聞を引き起こした。ビルは地下鉄の建設のためにとり壊しの予定であったが、社会市民とメディア叫び声に直面して建設会社は、ビルを保存するために地下鉄線を移動させる。しかしながら画期的な判断が否定するコスタの行為でこの努力は水泡となり、そして開発者はその後ビルを完全に破壊することになる。
この歴史遺産、芸術的に非常に貴重な建築に対するルシオ・コスタの態度は、リオデジャネイロ州にのこる由緒ある建物の損失を引き起こした2つの事由、1つは折衷主義建築に対する典型的なモダニスト的憎悪が働いたこと、もうひとつは、より一般的な見解ならば、コスタはおく面もなく他の時ならいつにでもポルトガル統治時代の遺産保存グループを支持したであろうが、パラシオ・モンローのデザイナーに、下積み時代ライバルのひとりであった者の息子がいたという事実、がある。 
コスタのこの態度は、建築を学ぶ若い遺産保存論者にも影響したために、ドイツや日本、イタリア人の移民建築遺産などを含む19世紀から20世紀初頭の建築の多くが、1960年代と1970年代の都市再開発で失われてしまった。

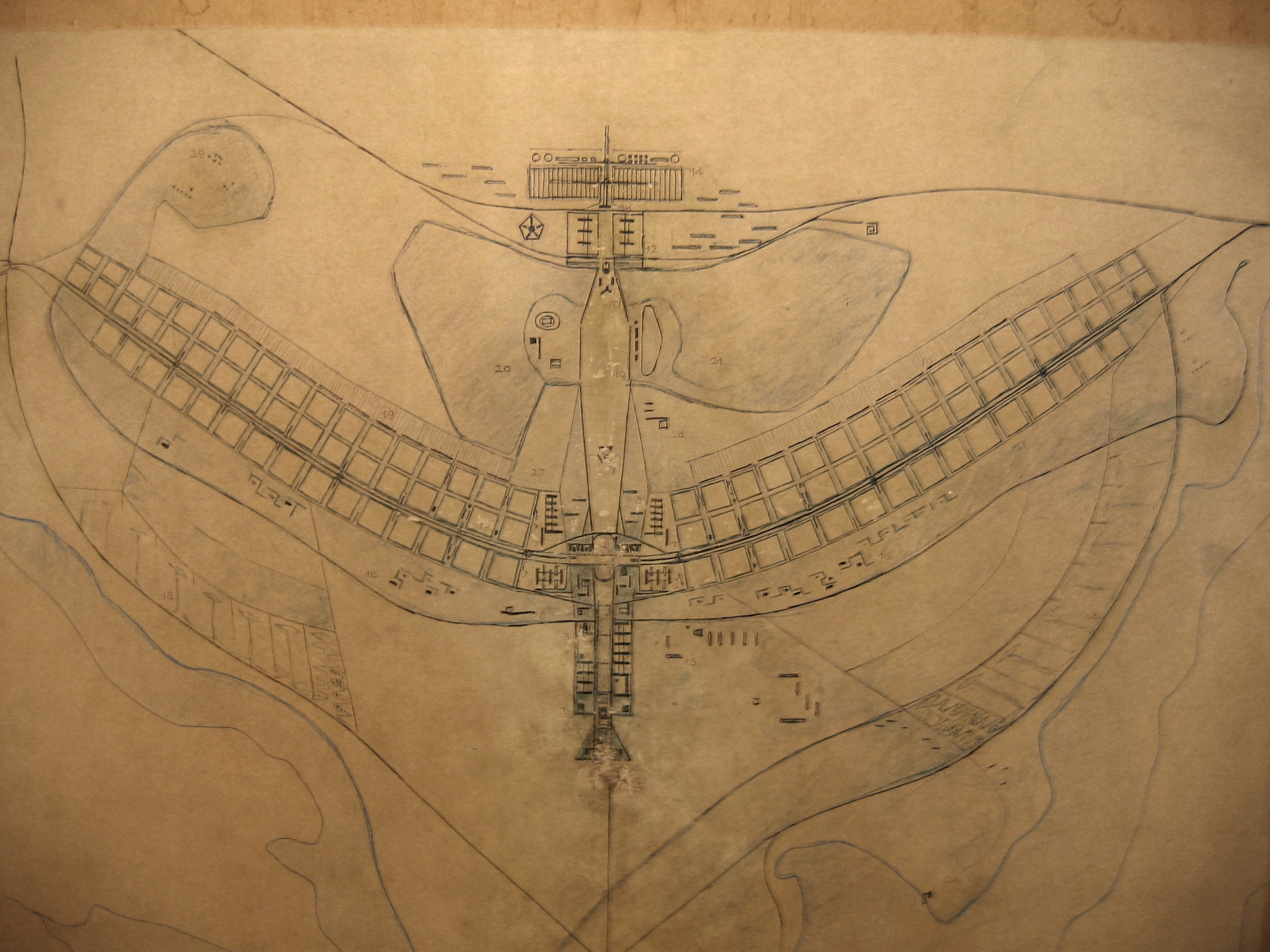
コスタによるブラジリアの計画図

1956年、ブラジルの首都ブラジリアのコンペに応募し入選した。彼の仕事の中で、ブラジリアのパイロット・プラン（飛行機型都市）は最も有名なもので、1957年に実際に計画・設計されて、1958年から1960年に渡って建設された。 
ほかに建築作品では、1939年、オスカー・ニーマイヤーと共に設計した、ニューヨーク博覧会のブラジルのパビリオン、1948年リオの住宅地パークギール、エドゥアルド・ギンレ公園集合住宅群（1952年まで）、1948年のノバフリブルゴ、パルク・サオ・クレメンテなどがあり、近代様式的なモダニズムの建築作品、特にル・コルビュジエとの仕事でも、コスタは伝統的なブラジル的要素を効果的に取り入れている。ほかにイタリア・ミラノのLinate空港の近くにあるビルEdificio Montedoriなどがある。
またブラジリアとならんで特に評価されている作品に、1936年から1943年にかけてル・コルビュジエ、ニーマイヤーおよびロバート・ブール・マルクスと共に設計されたリオの教育・健康省があるビル（Gustavo Capanema Palace）がある。
この建物は1936年に、設計コンペが開催され、折衷主義者のデザインが当選するが、審査員だったコスタはコンペ結果を廃棄して、干渉できないように政府内で政治家のコネを利用し、代わりに自分で率いた新チーム、ル・コルビュジエ、ロベルト・ブラザースとコスタのインターンであった若き建築家オスカー・ニーマイヤーといった面々により実施。実際はコスタとル・コルビュジエとで思想や考えの不一致がおきて、プロジェクトリーダーがはっきりせず、設計はだらだらと続いた。
1998年、リオデジャネイロで死去した。